# Carl Gustaf Carlsson Leijonhufvud

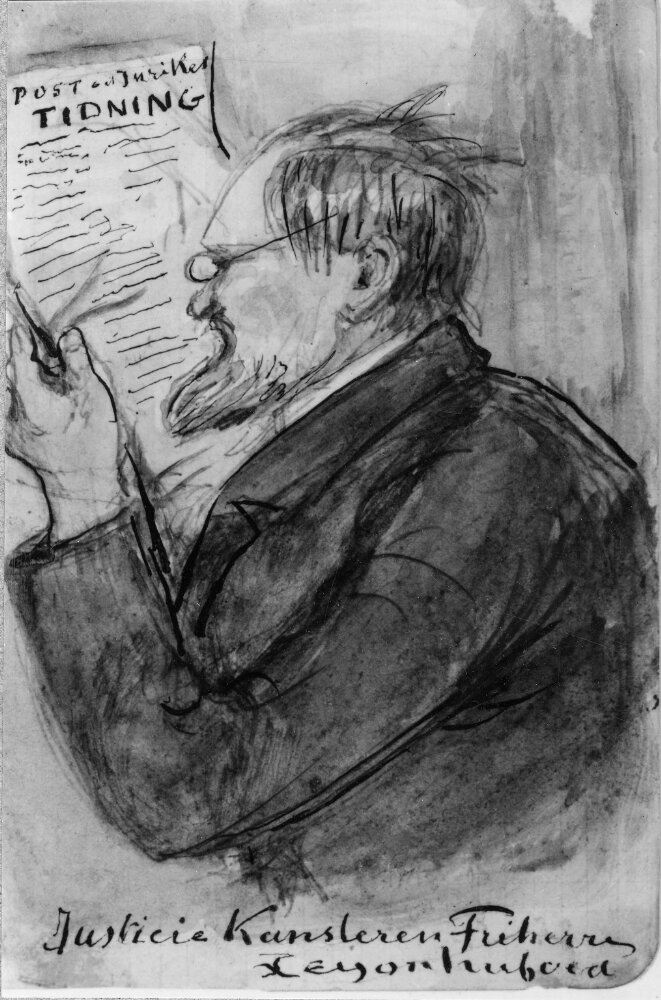
Carl Gustaf Leijonhufvud av Fritz von Dardel.

Carl Gustaf Carlsson Leijonhufvud (Broder Carl Gustaf Leijonhufvud, även skrivet Carl-Gustaf), född 30 juni 1824 i Örebro, död 19 december 1905 i Kungsholms församling, Stockholms stad, var en svensk friherre, justitiekansler, den näst långvarigaste i sitt ämbete.
Leijonhufvud skrevs 16 december 1839 in som student vid Lunds universitet, där han ’’disputerade pro exercitio’’ 22 juni 1841, blev filologie kandidat 20 juni 1842 och filosofie kandidat 20 december 1843, disputerade pro gradu ("för doktorsgraden") 25 maj 1844 och promoverades till filosofie doktor 22 juni 1844. Han studerade sedan i Uppsala, där han avlade juris kandidatexamen 24 mars 1847.
Efter avlagd examen 1847 inskrevs Leijonhufvud samma år som auskultant i Svea hovrätt, där han blev e.o. notarie 29 september samma år och vice notarie den 10 januari 1849; han blev vice häradshövding 29 september 1851, e.o. fiskal 31 maj 1853, fiskal 31 december 1855 och assessor 27 april 1858. Han blev ledamot av tryckfrihetskommittén 22 mars 1860, konstituerad revisionssekreterare 1861 och revisionssekreterare 17 februari 1863, riddare av Nordstjärneorden 28 januari 1864, ledamot av skattekommittén samma år och byråchef i justitiestatsexpeditionen 24 september 1867.
Han blev känd genom sin reservation mot De Geers förslag till representationsreform vid riksdagen 1862–1863. Efter karriär i Svea hovrätt blev Leijonhufvud revisionssekreterare 1863 och byråchef i justitiestatsexpeditionen 1867, var justitiekansler 1869–1886 samt blev juris hedersdoktor 1877.

## Familj
Leijonhufvud avled ogift; hans far var ryttmästaren friherre Carl Edvard Leijonhufvud, gift med sin kusin friherrinnan Sophia Aurora Leijonhufvud (1794–1871). Bror till Abraham Leijonhufvud (1823–1911), statsråd, och farbror till Broder Sten A:son Leijonhufvud (1852–1928).